# Майна (знак)
Майна (тайск. ไม้หน้า) — внутристрочный предписной диакритический знак тайской, лаосской и кхмерской письменности, пишется перед согласной буквой. В тайском и лаосском участвует в обозначении 12 из 28 тайских гласных звуков и дифтонгов. Двойной майна называется майнасонруп (тайск. ไม้หน้าสองรูป). 
1. เก — ке
2. เกอ — ке
3. เกะ — ке
4. เกา — кау
5. เกาะ — ко
6. เกิน — кын
7. เกีย — киа
8. เกียะ — киа
9. เกือ — кыа
10. เกืยะ — кыа
11. แก — кэ
12. แกะ — кэ

## Кхмерская майна
В кхмерском языке майна участвует в обозначении восьми гласных звуков и дифтонгов.
- Кхмерская майна
- Майна (аксон муль)
- Лаосская майна